# Jozef De Jaegere
Jozef De Jaegere (Kortrijk, 28 maart 1925 - 18 juli 1995) was een Belgisch advocaat en politicus voor de CVP.

## Levensloop
Zoon van advocaat Maurice De Jaegere, gepromoveerd tot doctor in de rechten, trouwde De Jaegere met Raymonde Debels en vestigde zich als advocaat in Kortrijk. Zoals zijn vader was hij actief in middenstandsorganisaties, meer bepaald in het NCMV.
Hij werd gemeenteraadslid en schepen van Kortrijk, en van 1983 tot 1987 was hij er burgemeester.
Hij overleed voortijdig, na een moedig gedragen ziekte.
Zijn dochter Marie-Dominique De Jaegere trouwde met de latere burgemeester van Kortrijk Stefaan De Clerck.  Zij en haar broer Philippe De Jaegere werkten verder in het advocatenkantoor dat Jozef De Jaegere had overgenomen in 1957 van zijn vader Maurice De Jaegere die het in 1919 had opgericht.
Jozef De Jaegere was ook actief in het bestuur van KULAK en als voorzitter van de biënnale Kortrijk Interieur.